# Монти-Санту-ду-Токантинс

Монти-Санту-ду-Токантинс на карте штата.

Монти-Санту-ду-Токантинс (порт. Monte Santo do Tocantins) — муниципалитет в Бразилии, входит в штат Токантинс. Составная часть мезорегиона Западный Токантинс. Входит в экономико-статистический микрорегион Мирасема-ду-Токантинс. Население составляет  2 085 человек на 2010 год. Занимает площадь 1 091,553 км². Плотность населения — 1,91 чел./км².

## Демография
Согласно сведениям, собранным в ходе переписи 2010 г. Национальным институтом географии и статистики (IBGE), население муниципалитета составляет:
| Полное население                               | Полное население                               | Полное население                               | Полное население                               | 2 085 |
| ---------------------------------------------- | ---------------------------------------------- | ---------------------------------------------- | ---------------------------------------------- | ----- |
| в том числе:                                   | Городское население                            | 450                                            | Процент городского населения, %                | 21,58 |
|                                                | Сельское население                             | 1 635                                          | Процент сельского населения, %                 | 78,42 |
|                                                | Мужское население                              | 1 120                                          | Процент мужского населения, %                  | 53,72 |
|                                                | Женское население                              | 965                                            | Процент женского населения, %                  | 46,28 |
| Плотность населения, чел/км²                   | Плотность населения, чел/км²                   | Плотность населения, чел/км²                   | Плотность населения, чел/км²                   | 1,91  |
| Население муниципалитета в % к населению штата | Население муниципалитета в % к населению штата | Население муниципалитета в % к населению штата | Население муниципалитета в % к населению штата | 0,15  |

По данным оценки 2016 года население муниципалитета — 2 231 житель.

## Статистика
- Валовой внутренний продукт на 2003 составляет 5.334.377,00 реалов (данные: Бразильский институт географии и статистики).
- Валовой внутренний продукт на душу населения на 2003 составляет 2.789,95 реалов (данные: Бразильский институт географии и статистики).
- Индекс развития человеческого потенциала на 2000 составляет 0,716 (данные: Программа развития ООН).

## Важнейшие населенные пункты
| № | Населённый пункт         | Населённый пункт (порт.) | Категория | Население чел. (2010) | На карте                        |
| - | ------------------------ | ------------------------ | --------- | --------------------- | ------------------------------- |
| 1 | Кампина-Верди            | Campina Verde            | поселок   | 635                   | 9°58′20″ ю. ш. 49°02′28″ з. д.  |
| 2 | Монти-Санту-ду-Токантинс | Monte Santo do Tocantins | город     | 450                   | 10°00′21″ ю. ш. 48°59′34″ з. д. |